# Torre Contigo
La Torre Contigo (también llamada en la década de los cuarenta Torre Anáhuac) es un edificio ubicado en Paseo de la Reforma # 51, Delegación Cuauhtémoc en la Ciudad de México. En el edificio se encuentran oficinas del Gobierno Federal, más exactamente de la Secretaría de Bienestar y sus filiales. Su fachada fue remodelada en 2001.
El edificio superó en 1946 al Edificio Corcuera (destruido por el terremoto de 1957) y al Edificio El Moro, se convirtió en el edificio más alto de México y de la Ciudad de México hasta el año 1952 año en que es terminada la construcción del Edificio Miguel E Abed y fue por un año el edificio más alto de Latinoamérica hasta que fue desplazado por el edificio Altino Arantes en la ciudad de São Paulo, Brasil.
Actualmente es el octavo edificio más alto de la Avenida Paseo de la Reforma después de la Torre Mayor, la Torre Libertad, la Torre HSBC, la Torre del Caballito, el Edificio Reforma 265, el Edificio Reforma 222 Torre 1, y el Reforma 222 Centro Financiero, se espera que para el año 2014, este edificio ocupe en esta avenida el lugar 16.

## Estructura
- Su altura total que incluye la estructura de la antena es de 125 metros, tiene 24 pisos y cuenta con plantas de 520 m² aproximadamente y 130 cajones de estacionamiento distribuidos en cuatro niveles de sótano.

- El área total del rascacielos es de 45,000 m² en un espacio de 18,120 m².

- La altura de cada piso a techo es de 4 m.

## Historia de la torre
Esta torre fue creada para albergar las oficinas de La Aseguradora Anáhuac (de ahí su nombre), esta Compañía de seguros fue la más grande de Latinoamérica durante las décadas de 1940 y 1950, fusionada después con Seguros América Banamex.
Para el año 1942 empezó su construcción a cargo de Juan Sordo Madaleno, un arquitecto de renombre en la década de los años cuarenta y cincuenta. La torre fue sinónimo de modernidad para el Paseo de la Reforma y marcaría el inicio de las grandes construcciones de altura. Fue el segundo edificio más moderno del Paseo de la Reforma. Esta construcción tuvo muchos retos que marcarían el inicio de la tecnología mexicana en rascacielos en zonas sísmicas y suelos fangosos.
También fue el segundo edificio en la Ciudad de México y en el mundo en estar en una zona sísmica y un suelo fangoso, junto con el Edificio La Nacional, Edificio El Moro, el Edificio Miguel E Abed Apycsa, el Edificio Miguel E Abed y la Torre Latinoamericana en contar con lo último en tecnología en cuanto a amortiguadores sísmicos. Se puede decir que estos cuatro edificios fueron el inicio de las grandes construcciones de la Ciudad de México.
Para el año 1946 tuvo fin la construcción de la torre y se convirtió en el edificación más moderna de la Ciudad de México y del Paseo de la Reforma.
En el año 2001 la fachada de la Torre fue renovada en su totalidad por la constructora Gicsa, la modernización incluyó vidrio altamente resistente, esto hizo que la torre de nuevo estuviera a la altura de las grandes edificaciones del Paseo de la Reforma y terminó hasta 2002.

## Datos a tener en cuenta
1. Dada la sismicidad de la Ciudad de México, el edificio fue equipado con las más óptimas medidas de seguridad de aislamiento sísmico para su época; 250 pilotes de concreto que penetran a 45 metros superando el relleno pantanoso, poroso y poco firme del antiguo lago de Texcoco, el esqueleto y las vigas fueron armadas de acero y concreto armado el cual le da mayor estabilidad al edificio cuando ocurre un terremoto, además de los pilotes de concreto el edificio tiene un muro central de cimentación que llega a los 15.6 metros de profundidad.

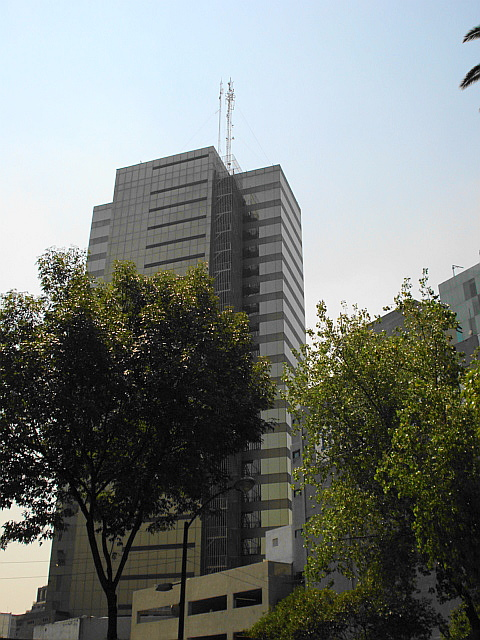
Fachada Poniente de la Torre.

1. Después de los dos terremotos más fuertes en la Ciudad de México, tanto el Terremoto de México de 1957 como el Terremoto de México de 1985 se le considera uno de los rascacielos más seguros del mundo junto con Torre Mayor, Torre Ejecutiva Pemex, World Trade Center México, Torre Latinoamericana, Torre HSBC, Edificio Reforma Avantel, St. Regis Hotel & Residences y Torre Insignia.
2. Ha sido junto con el Edificio La Nacional, la Torre Latinoamericana, el Edificio Miguel E Abed, el Edificio Miguel E Abed Apycsa, y el Edificio El Moro, los seis únicos edificios en soportar 5 fuertes terremotos en todo el mundo.
3. Ha soportado quince terremotos a lo largo de su historia:
  1. El 28 de julio de 1957 de 7.9 en la escala de Richter
  2. El 14 de marzo de 1979 con intensidad 7.6 en la escla de Richter
  3. El 7 de junio de 1982 con intensidad de 7 grados Richter
  4. El 19 de septiembre de 1985 que midió 8.1 en la escala de Richter
  5. El 14 de septiembre de 1995 que midió 7.6 en la escala de Richter
  6. El sexto en enero de 2003 de 7.6 en la escala de Richter
  7. El 13 de abril del 2007 de 6.3 en la escala de Richter
  8. El 19 de abril del 2014 de 7.2 en la escala de Ritcher
  9. El 27 de abril de 2009 el cual tuvo una intensidad de 6.0 en la escala de Richter
  10. En mayo también del 2009 con una intensidad de 6.5 en la escala de Richter
  11. El 30 de junio de 2010 con una intensidad de 6.4 en la escala de Richter
  12. El 20 de marzo de 2012 con una intensidad de 7.8 en la escala de Richter.
  13. El 7 de septiembre de 2017 con intensidad de 8.2 Mw
  14. El 19 de septiembre de 2017 con una intensidad de 7.1 Mw
  15. El 7 de septiembre de 2021 con una intensidad de 7.1 de en la escala de Ritcher
4. Cuenta con 1 nivel subterráneo de aparcamiento.
5. En el año 2001 fue sometido a un programa llamado edificio inteligente, debido a que el sistema de luz es controlado por un sistema llamado B3, al igual que el de Torre Mayor, Torre Ejecutiva Pemex, World Trade Center México, Torre Altus, Arcos Bosques, Arcos Bosques Corporativo, Torre Latinoamericana, Edificio Reforma 222 Torre 1, Haus Santa Fe, Edificio Reforma Avantel, Residencial del Bosque 1, Residencial del Bosque 2, Reforma 222 Centro Financiero, Torre HSBC, Panorama Santa fe, City Santa Fe Torre Amsterdam, Santa Fe Pads, St. Regis Hotel & Residences, Torre Lomas.
6. Se encuentra a tan solo unos metros de la Torre del Caballito, la Torre Prisma, el Edificio El Moro, el Edificio Reforma 90 y a dos cuadras del Monumento a la Revolución Mexicana.

## Datos clave

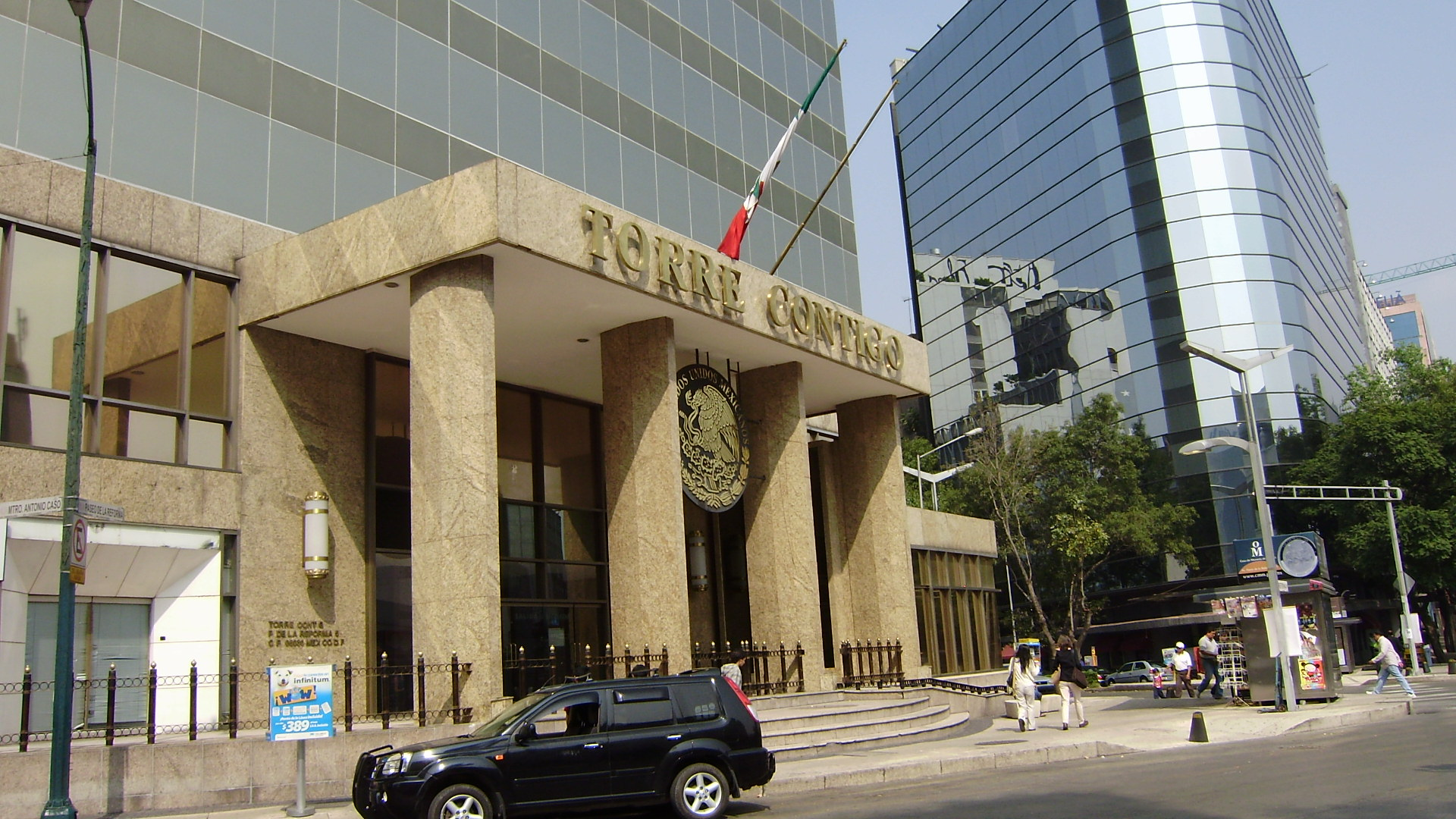
Entrada al edificio

- Altura- 125 metros. (TOTAL: 2009) 90.7 m (último piso)
- Área total- 92,000 metros cuadrados.
- Espacio de oficinas- 45 000 metros cuadrados.
- Pisos- 1 nivel subterráneo de estacionamiento y 24 pisos.
- Condición: en uso.
- Rango: 	
  - En México: 33.eɽ lugar
  - En Ciudad de México: 30.º lugar
  - En la Avenida el Paseo de la Reforma: 8.º lugar